# جورج وادزورث
جورج وادزورث (بالإنجليزية: George Wadsworth)‏ هو سياسي بريطاني (وحمل سابقاً جنسية المملكة المتحدة لبريطانيا العظمى وأيرلندا)، ولد في 10 ديسمبر 1902، وتوفي في 18 أبريل 1979. حزبياً، نشط في الحزب الليبرالي. في الانتخابات العامة في المملكة المتحدة 1945 ‏، انتخب عضو برلمان المملكة المتحدة الـ38 عن دائرة Buckrose (UK Parliament constituency) ‏ (5 يوليو 1945 – 3 فبراير 1950).